# Premijer liga 2018./19.
Premijer liga 2018./19. je dvadeset i osma sezona najvišeg ranga hrvatskog rukometnog prvenstva. Liga se igra u dva dijela: 

- 1. dio igra 10 klubova dvokružno (18 kola) te se na osnovu plasmana u ligi natječu u drugom dijelu prvenstva 

- drugi dio prvenstva je podijeljen u dva dijela:
- Ligu za prvaka - četiri prvoplasirane momčadi iz Lige 10 i hrvatski sudionici SEHA lige - PPD Zagreb i Nexe
- Ligu za ostanak - momčadi plasirane od 5. do 10. mjesta u Ligi 10

Naslov prvaka je obranila momčad Prvog plinarskog društva iz Zagreba.

## Sudionici
- Dubrava - Zagreb
- Gorica - Velika Gorica
- Nexe - Našice *
- Poreč - Poreč
- PPD Zagreb - Zagreb *
- Rudar - Labin
- Rudar - Rude
- Sesvete - Sesvete
- Spačva - Vinkovci
- Umag - Umag
- Varaždin 1930 - Varaždin
- Zamet - Rijeka

 *  ne igraju prvi dio sezone, sudionici SEHA lige

## Ljestvice i rezultati

### Premijer liga (Liga 10)

#### Ljestvica
| mj. | klub          | ut. | pob. | neod. | por. | gol+ | gol- | bod | 2. dio sezone   |
| --- | ------------- | --- | ---- | ----- | ---- | ---- | ---- | --- | --------------- |
| 1.  | Dubrava       | 18  | 14   | 1     | 3    | 565  | 530  | 29  | Liga za prvaka  |
| 2.  | Umag          | 18  | 11   | 1     | 6    | 503  | 485  | 23  | Liga za prvaka  |
| 3.  | Poreč         | 18  | 11   | 1     | 6    | 463  | 443  | 23  | Liga za prvaka  |
| 4.  | Spačva        | 18  | 10   | 0     | 8    | 489  | 492  | 20  | Liga za prvaka  |
| 5.  | Sesvete       | 18  | 9    | 0     | 9    | 496  | 462  | 18  | Liga za ostanak |
| 6.  | Zamet         | 18  | 8    | 1     | 9    | 502  | 487  | 17  | Liga za ostanak |
| 7.  | Rudar Labin   | 18  | 7    | 1     | 10   | 459  | 468  | 15  | Liga za ostanak |
| 8.  | Varaždin 1930 | 18  | 6    | 2     | 10   | 481  | 520  | 14  | Liga za ostanak |
| 9.  | Rudar Rude    | 18  | 4    | 3     | 11   | 468  | 500  | 11  | Liga za ostanak |
| 10. | Gorica        | 18  | 4    | 2     | 12   | 505  | 544  | 10  | Liga za ostanak |

#### Rezultati
Ažurirano: 13. ožujka 2019. godine 
| 1. kolo            | 1. kolo |
| ------------------ | ------- |
| 22. rujna 2018.    |         |
| Varaždin - Rudar L | 28:31   |
| Gorica - Poreč     | 19:26   |
| Umag - Spačva      | 28:25   |
| Sesvete - Zamet    | 28:24   |
| Rudar R - Dubrava  | 33:34   |

| 2. kolo               | 2. kolo |
| --------------------- | ------- |
| 29. rujna 2018.       |         |
| Zamet - Varaždin 1930 | 32:26   |
| Spačva - Dubrava      | 26:28   |
| Poreč - Sesvete       | 16:28   |
| Umag - Gorica         | 29:27   |
| Rudar L - Rudar R     | 24:23   |

| 3. kolo               | 3. kolo |
| --------------------- | ------- |
| 6. listopada 2018.    |         |
| Dubrava - Rudar L     | 31:30   |
| Gorica - Spačva       | 31:35   |
| Sesvete - Umag        | 24:25   |
| Rudar R - Zamet       | 27:24   |
| 7. listopada 2018.    |         |
| Varaždin 1930 - Poreč | 16:16   |

| 4. kolo              | 4. kolo |
| -------------------- | ------- |
| 13. listopada 2018.  |         |
| Spačva - Rudar L     | 26:25   |
| Umag - Varaždin 1930 | 32:22   |
| Poreč - Rudar L      | 30:21   |
| 14. listopada 2018.  |         |
| Zamet - Dubrava      | 25:29   |
| Gorica - Sesvete     | 25:27   |

| 5. kolo                | 5. kolo |
| ---------------------- | ------- |
| 20. listopada 2018.    |         |
| Dubrava - Poreč        | 27:22   |
| Rudar R - Umag         | 27:28   |
| Sesvete - Spačva       | 35:26   |
| Varaždin 1930 - Gorica | 32:29   |
| Rudar L - Zamet        | 27:24   |

| 6. kolo                 | 6. kolo |
| ----------------------- | ------- |
| 3. studenog 2018.       |         |
| Spačva - Zamet          | 26:24   |
| Gorica - Rudar R        | 25:25   |
| Umag - Dubrava          | 33:30   |
| Sesvete - Varaždin 1930 | 32:27   |
| 14. studenog 2018.      |         |
| Poreč - Rudar L         | 25:21   |

| 7. kolo                | 7. kolo |
| ---------------------- | ------- |
| 10. studenog 2018.     |         |
| Rudar R - Sesvete      | 23:25   |
| Zamet - Poreč          | 34:26   |
| Rudar L' - Umag        | 27:23   |
| 11. studenog 2018.     |         |
| Varaždin 1930 - Spačva | 29:26   |
| Dubrava - Gorica       | 38:37   |

| 8. kolo                 | 8. kolo |
| ----------------------- | ------- |
| 17. studenog 2018.      |         |
| Sesvete - Dubrava       | 29:33   |
| Varaždin 1930 - Rudar R | 22:22   |
| Spačva - Poreč          | 26:30   |
| Umag - Zamet            | 26:26   |
| Gorica - Rudar L        | 31:28   |

| 9. kolo                 | 9. kolo |
| ----------------------- | ------- |
| 24. studenog 2018.      |         |
| Zamet - Gorica          | 34:30   |
| Rudar R - Spačva        | 32:25   |
| Poreč - Umag            | 29:20   |
| Rudar L - Sesvete       | 27:24   |
| 25. studenog 2018.      |         |
| Dubrava - Varaždin 1930 | 26:32   |

| 10. kolo                | 10. kolo |
| ----------------------- | -------- |
| 1. prosinca 2018.       |          |
| Spačva - Umag           | 25:22    |
| Poreč - Gorica          | 32:23    |
| Zamet - Sesvete         | 30:24    |
| Rudar L - Varaždin 1930 | 31:28    |
| Dubrava - Rudar R 36:27 |          |

| 11. kolo              | 11. kolo |
| --------------------- | -------- |
| 8. prosinca 2018.     |          |
| Dubrava - Spačva      | 28:32    |
| Rudar R - Rudar L     | 23:21    |
| Varaždin 1930 - Zamet | 29:27    |
| Sesvete - Poreč       | 26:30    |
| Gorica - Umag         | 26:34    |

| 12. kolo              | 12. kolo |
| --------------------- | -------- |
| 15. prosinca 2018.    |          |
| Spačva - Gorica       | 33:27    |
| Poreč - Varaždin 1930 | 23:24    |
| Zamet - Rudar R       | 29:26    |
| Rudar L - Dubrava     | 27:27    |
| 16. prosinca 2018.    |          |
| Umag - Sesvete        | 29:27    |

| 13. kolo             | 13. kolo |
| -------------------- | -------- |
| 2. veljače 2019.     |          |
| Rudar L - Spačva     | 25:21    |
| Rudar R - Poreč      | 23:24    |
| Varaždin 1930 - Umag | 28:26    |
| Sesvete - Gorica     | 35:24    |
| 3. veljače 2019.     |          |
| Dubrava - Zamet      | 34:33    |

| 14. kolo               | 14. kolo |
| ---------------------- | -------- |
| 9. veljače 2019.       |          |
| Spačva - Sesvete       | 25:24    |
| Gorica - Varaždin 1930 | 30:23    |
| Umag - Rudar R         | 32:30    |
| Poreč - Dubrava        | 30:26    |
| Zamet - Rudar L        | 26:24    |

| 15. kolo                | 15. kolo |
| ----------------------- | -------- |
| 16. veljače 2019.       |          |
| Zamet - Spačva          | 28:22    |
| Rudar L - Poreč         | 25:27    |
| Rudar R - Gorica        | 25:25    |
| 17. veljače 2019.       |          |
| Dubrava - Umag          | 31:29    |
| Varaždin 1930 - Sesvete | 31:27    |

| 16. kolo               | 16. kolo |
| ---------------------- | -------- |
| 23. veljače 2019.      |          |
| Spačva - Varaždin 1930 | 34:25    |
| Sesvete - Rudar R      | 33:22    |
| Gorica - Dubrava       | 32:33    |
| Umag - Rudar L         | 29:22    |
| Poreč - Zamet          | 28:24    |

| 17. kolo                | 17. kolo |
| ----------------------- | -------- |
| 2. ožujka 2019.         |          |
| Poreč - Spačva          | 23:24    |
| Zamet - Umag            | 30:22    |
| Rudar L - Gorica        | 27:28    |
| Rudar R - Varaždin 1930 | 31:30    |
| 3. ožujka 2019.         |          |
| Dubrava - Sesvete       | 28:24    |

| 18. kolo                | 18. kolo |
| ----------------------- | -------- |
| 9. ožujka 2019.         |          |
| Spačva - Rudar          | 33:28    |
| Varaždin 1930 - Dubrava | 29:36    |
| Sesvete - Rudar L       | 24:17    |
| Gorica - Zamet          | 33:28    |
| Umag - Poreč            | 36:26    |

### Liga za prvaka

#### Ljestvica
| mj. | klub       | ut. | pob. | neod. | por. | gol+ | gol- | bod |
| --- | ---------- | --- | ---- | ----- | ---- | ---- | ---- | --- |
| 1.  | PPD Zagreb | 10  | 10   | 0     | 0    | 342  | 239  | 20  |
| 2.  | Nexe       | 10  | 8    | 0     | 2    | 329  | 258  | 16  |
| 3.  | Dubrava    | 10  | 4    | 1     | 5    | 309  | 326  | 9   |
| 4.  | Poreč      | 10  | 3    | 2     | 5    | 266  | 295  | 8   |
| 5.  | Spačva     | 10  | 3    | 1     | 6    | 283  | 298  | 7   |
| 6.  | Umag       | 10  | 0    | 0     | 10   | 234  | 347  | 0   |

#### Rezultati
Ažurirano: 29. lipnja 2019.
| 1. kolo            | 1. kolo |
| ------------------ | ------- |
| 16. ožujka 2019.   |         |
| Dubrava - Spačva   | 30:27   |
| PPD Zagreb - Poreč | 33:26   |
| Umag - Nexe        | 21:31   |

| 2. kolo              | 2. kolo |
| -------------------- | ------- |
| 19. ožujka 2019.     |         |
| Spačva - Nexe        | 24:31   |
| Dubrava - PPD Zagreb | 31:35   |
| 24. ožujka 2019.     |         |
| Poreč - Umag         | 33:21   |

| 3. kolo             | 3. kolo |
| ------------------- | ------- |
| 26. ožujka 2019.    |         |
| PPD Zagreb - Spačva | 34:21   |
| 30. ožujka 2019.    |         |
| Umag - Dubrava      | 21:29   |
| Nexe - Poreč        | 35:25   |

| 4. kolo           | 4. kolo |
| ----------------- | ------- |
| 6. travnja 2019.  |         |
| Spačva - Poreč    | 24:25   |
| Dubrava - Nexe    | 31:37   |
| 7. travnja 2019.  |         |
| PPD Zagreb - Umag | 38:18   |

| 5. kolo           | 5. kolo |
| ----------------- | ------- |
| 17. travnja 2019. |         |
| Poreč - Dubrava   | 29:32   |
| 19. travnja 2019. |         |
| Nexe - PPD Zagreb | 19:26   |
| 20. travnja 2019. |         |
| Umag - Spačva     | 31:39   |

| 6. kolo            | 6. kolo |
| ------------------ | ------- |
| 27. travnja 2019.  |         |
| Spačva - Dubrava   | 35:32   |
| Poreč - PPD Zagreb | 22:33   |
| 28. travnja 2019.  |         |
| Nexe - Umag        | 36:25   |

| 7. kolo              | 7. kolo |
| -------------------- | ------- |
| 3. svibnja 2019.     |         |
| PPD Zagreb - Dubrava | 39:30   |
| 4. svibnja 2019.     |         |
| Nexe - Spačva        | 33:25   |
| Umag - Poreč         | 24:30   |

| 8. kolo             | 8. kolo |
| ------------------- | ------- |
| 10. svibnja 2019.   |         |
| Dubrava - Umag      | 35:32   |
| 11. svibnja 2019.   |         |
| Spačva - PPD Zagreb | 25:33   |
| 12. svibnja 2019.   |         |
| Poreč - Nexe        | 20:37   |

| 9. kolo           | 9. kolo |
| ----------------- | ------- |
| 21. svibnja 2019. |         |
| Umag - PPD Zagreb | 20:41   |
| 26. svibnja 2019. |         |
| Poreč - Spačva    | 28:28   |
| Nexe - Dubrava    | 43:31   |

| 10. kolo          | 10. kolo |
| ----------------- | -------- |
| 29. svibnja 2019. |          |
| PPD Zagreb - Nexe | 30:27    |
| Dubrava - Poreč   | 28:28    |
| 1. lipnja 2019.   |          |
| Spačva - Umag     | 35:21    |

### Liga za ostanak
U Ligu za ostanak su prenesene međusobne utakmice klubova iz Lige 10. 

#### Preneseni rezultati
| Početna ljestvica s prenesenim rezultatima iz Lige 10 | Početna ljestvica s prenesenim rezultatima iz Lige 10 | Početna ljestvica s prenesenim rezultatima iz Lige 10 | Početna ljestvica s prenesenim rezultatima iz Lige 10 | Početna ljestvica s prenesenim rezultatima iz Lige 10 | Početna ljestvica s prenesenim rezultatima iz Lige 10 | Početna ljestvica s prenesenim rezultatima iz Lige 10 | Početna ljestvica s prenesenim rezultatima iz Lige 10 | Početna ljestvica s prenesenim rezultatima iz Lige 10 |
| mj.                                                   | klub                                                  | ut.                                                   | pob.                                                  | neod.                                                 | por.                                                  | gol+                                                  | gol-                                                  | bod                                                   |
| ----------------------------------------------------- | ----------------------------------------------------- | ----------------------------------------------------- | ----------------------------------------------------- | ----------------------------------------------------- | ----------------------------------------------------- | ----------------------------------------------------- | ----------------------------------------------------- | ----------------------------------------------------- |
| 1.                                                    | Sesvete                                               | 10                                                    | 7                                                     | 0                                                     | 3                                                     | 279                                                   | 250                                                   | 14                                                    |
| 2.                                                    | Zamet                                                 | 10                                                    | 5                                                     | 0                                                     | 5                                                     | 278                                                   | 274                                                   | 10                                                    |
| 3.                                                    | Rudar Labin                                           | 10                                                    | 5                                                     | 0                                                     | 5                                                     | 257                                                   | 259                                                   | 10                                                    |
| 4.                                                    | Gorica                                                | 10                                                    | 4                                                     | 2                                                     | 4                                                     | 280                                                   | 284                                                   | 10                                                    |
| 5.                                                    | Rudar Rude                                            | 10                                                    | 3                                                     | 3                                                     | 4                                                     | 247                                                   | 258                                                   | 9                                                     |
| 6.                                                    | Varaždin 1930                                         | 10                                                    | 3                                                     | 1                                                     | 6                                                     | 276                                                   | 292                                                   | 7                                                     |

| Rezultatska križaljka prenesenih rezultata iz Lige 10 | Rezultatska križaljka prenesenih rezultata iz Lige 10 | Rezultatska križaljka prenesenih rezultata iz Lige 10 | Rezultatska križaljka prenesenih rezultata iz Lige 10 | Rezultatska križaljka prenesenih rezultata iz Lige 10 | Rezultatska križaljka prenesenih rezultata iz Lige 10 | Rezultatska križaljka prenesenih rezultata iz Lige 10 | Rezultatska križaljka prenesenih rezultata iz Lige 10 |
| kratica                                               | klub                                                  | GOR                                                   | RUDL                                                  | RUDR                                                  | SES                                                   | VAR                                                   | ZAM                                                   |
| ----------------------------------------------------- | ----------------------------------------------------- | ----------------------------------------------------- | ----------------------------------------------------- | ----------------------------------------------------- | ----------------------------------------------------- | ----------------------------------------------------- | ----------------------------------------------------- |
| GOR                                                   | Gorica                                                |                                                       | 31:28                                                 | 25:25                                                 | 25:27                                                 | 30:23                                                 | 33:28                                                 |
| RUDL                                                  | Rudar Labin                                           | 27:28                                                 |                                                       | 24:23                                                 | 27:24                                                 | 31:28                                                 | 27:24                                                 |
| RUDR                                                  | Rudar Rude                                            | 25:25                                                 | 23:21                                                 |                                                       | 23:25                                                 | 31:30                                                 | 27:24                                                 |
| SES                                                   | Sesvete                                               | 35:24                                                 | 24:17                                                 | 33:22                                                 |                                                       | 32:27                                                 | 28:24                                                 |
| VAR                                                   | Varaždin 1930                                         | 32:29                                                 | 28:31                                                 | 22:22                                                 | 31:27                                                 |                                                       | 29:27                                                 |
| ZAM                                                   | Zamet                                                 | 34:30                                                 | 26:24                                                 | 29:26                                                 | 30:24                                                 | 32:26                                                 |                                                       |

#### Ljestvica
| Ljestvica Lige za ostanak | Ljestvica Lige za ostanak | Ljestvica Lige za ostanak | Ljestvica Lige za ostanak | Ljestvica Lige za ostanak | Ljestvica Lige za ostanak | Ljestvica Lige za ostanak | Ljestvica Lige za ostanak | Ljestvica Lige za ostanak |     | Rezultati ostvareni u Ligi za ostanak | Rezultati ostvareni u Ligi za ostanak | Rezultati ostvareni u Ligi za ostanak | Rezultati ostvareni u Ligi za ostanak | Rezultati ostvareni u Ligi za ostanak | Rezultati ostvareni u Ligi za ostanak |
| mj.                       | klub                      | ut.                       | pob.                      | neod.                     | por.                      | gol+                      | gol-                      | bod                       | ut. | pob.                                  | neod.                                 | por.                                  | gol+                                  | gol-                                  |                                       |
| ------------------------- | ------------------------- | ------------------------- | ------------------------- | ------------------------- | ------------------------- | ------------------------- | ------------------------- | ------------------------- | --- | ------------------------------------- | ------------------------------------- | ------------------------------------- | ------------------------------------- | ------------------------------------- | ------------------------------------- |
| 1. (7.)                   | Gorica                    | 20                        | 12                        | 3                         | 5                         | 606                       | 562                       | 27                        | 10  | 8                                     | 1                                     | 1                                     | 326                                   | 278                                   |                                       |
| 2. (8.)                   | Zamet                     | 20                        | 11                        | 1                         | 8                         | 568                       | 549                       | 23                        | 10  | 6                                     | 1                                     | 3                                     | 290                                   | 275                                   |                                       |
| 3. (9.)                   | Sesvete                   | 20                        | 11                        | 0                         | 9                         | 557                       | 520                       | 22                        | 10  | 4                                     | 0                                     | 6                                     | 278                                   | 270                                   |                                       |
| 4. (10.)                  | Varaždin 1930             | 20                        | 9                         | 3                         | 8                         | 546                       | 552                       | 21                        | 10  | 6                                     | 2                                     | 2                                     | 270                                   | 260                                   |                                       |
| 5. (11.)                  | Rudar Labin               | 20                        | 8                         | 2                         | 10                        | 511                       | 530                       | 18                        | 10  | 3                                     | 2                                     | 5                                     | 254                                   | 271                                   |                                       |
| 6. (12.)                  | Rudar Rude                | 20                        | 3                         | 3                         | 14                        | 522                       | 597                       | 9                         | 10  | 0                                     | 0                                     | 10                                    | 275                                   | 339                                   |                                       |

#### Rezultati
Ažurirano: 29. lipnja 2019. 
| 1. kolo                 | 1. kolo |
| ----------------------- | ------- |
| 16. ožujka 2019.        |         |
| Sesvete - Gorica        | 23:24   |
| Zamet - Rudar R         | 36:23   |
| Rudar L - Varaždin 1930 | 26:26   |

| 2. kolo                | 2. kolo |
| ---------------------- | ------- |
| 23. ožujka 2019.       |         |
| Gorica - Varaždin 1930 | 28:28   |
| Rudar R - Rudar L      | 29:31   |
| Sesvete - Zamet        | 28:29   |

| 3. kolo                 | 3. kolo |
| ----------------------- | ------- |
| 30. ožujka 2019.        |         |
| Zamet - Gorica          | 31:29   |
| Rudar L - Sesvete       | 25:28   |
| Varaždin 1930 - Rudar R | 36:25   |

| 4. kolo                 | 4. kolo |
| ----------------------- | ------- |
| 6. travnja 2019.        |         |
| Gorica - Rudar R        | 38:35   |
| Sesvete - Varaždin 1930 | 26:29   |
| 7. travnja 2019.        |         |
| Zamet - Rudar L         | 21:25   |

| 5. kolo               | 5. kolo |
| --------------------- | ------- |
| 19. travnja 2019.     |         |
| Rudar R - Sesvete     | 30:32   |
| 20. travnja 2019.     |         |
| Rudar L - Gorica      | 29:31   |
| Varaždin 1930 - Zamet | 24:23   |

| 6. kolo                 | 6. kolo |
| ----------------------- | ------- |
| 27. travnja 2019.       |         |
| Gorica - Sesvete        | 33:27   |
| Rudar R - Zamet         | 28:33   |
| 28. travnja 2019.       |         |
| Varaždin 1930 - Rudar L | 26:22   |

| 7. kolo                | 7. kolo |
| ---------------------- | ------- |
| 4. svibnja 2019.       |         |
| Rudar L - Rudar R      | 31:24   |
| Zamet - Sesvete        | 33:29   |
| 5. svibnja 2019.       |         |
| Varaždin 1930 - Gorica | 19:33   |

| 8. kolo                 | 8. kolo |
| ----------------------- | ------- |
| 11. svibnja 2019.       |         |
| Gorica - Zamet          | 39:31   |
| Sesvete - Rudar L       | 31:18   |
| 12. svibnja 2019.       |         |
| Rudar R - Varaždin 1930 | 25:31   |

| 9. kolo                 | 9. kolo |
| ----------------------- | ------- |
| 22. svibnja 2019.       |         |
| Rudar R - Gorica        | 29:37   |
| 25. svibnja 2019.       |         |
| Varaždin 1930 - Sesvete | 22:20   |
| Rudar L - Zamet         | 21:21   |

| 10. kolo              | 10. kolo |
| --------------------- | -------- |
| 1. lipnja 2019.       |          |
| Gorica - Rudar L      | 34:26    |
| Zamet - Varaždin 1930 | 32:29    |
| 2. lipnja 2019.       |          |
| Sesvete - Rudar R     | 34:27    |

## Unutrašnje poveznice
- SEHA liga 2018./19.
- 1. HRL 2018./19.
- 2. HRL 2018./19.
- 3. HRL 2018./19.
- Kup Hrvatske 2018./19.

## Vanjske poveznice
- hrs.hr
- hr-rukomet.hr